# توماس تشيك
توماس كيش (Thomas Robert Cech) هو كيميائي أمريكي ولد في 8 ديسمبر 1947 في شيكاغو.
درس توماس في معهد جرينل الذي تحصل منه على بكالوريوس سنة 1970 وتحصل على دكتوراة من جامعة كاليفورنيا في بيركلي سنة 1975 والتحق بعد ذلك بمعهد تكنولوجيا ماساتشوستس في مرحلة ما بعد الدكتوراه لإجراء أبحاث وفي سنة 1978 انتقل إلى جامعة كولورادو التي يدير فيها إلى يومنا هذا مختبر أبحاث.
انتخب عضوًا بالأكاديمية الوطنية الأمريكية للعلوم سنة 1988 وتحصل على جائزة نوبل في الكيمياء سنة 1989 مع سيدني ألتمان.

## روابط خارجية
- توماس تشيك على موقع الموسوعة البريطانية (الإنجليزية)
- توماس تشيك على موقع مونزينجر (الألمانية)
- توماس تشيك على موقع إن إن دي بي (الإنجليزية)